# Armigeres
Armigeres är ett släkte av tvåvingar. Armigeres ingår i familjen stickmyggor.

## Dottertaxa tillArmigeres, i alfabetisk ordning[1]
- Armigeres alkatirii
- Armigeres annulipalpis
- Armigeres annulitarsis
- Armigeres apoensis
- Armigeres aureolineatus
- Armigeres azurini
- Armigeres baisasi
- Armigeres balteatus
- Armigeres bhayungi
- Armigeres breinli
- Armigeres candelabrifer
- Armigeres chrysocorporis
- Armigeres cingulata
- Armigeres confusus
- Armigeres conjungens
- Armigeres denbesteni
- Armigeres dentatus
- Armigeres digitatus
- Armigeres dolichocephalus
- Armigeres durhami
- Armigeres ejercitoi
- Armigeres fimbriatus
- Armigeres flavus
- Armigeres foliatus
- Armigeres giveni
- Armigeres hybridus
- Armigeres inchoatus
- Armigeres joloensis
- Armigeres jugraensis
- Armigeres kesseli
- Armigeres kinabaluensis
- Armigeres kuchingensis
- Armigeres lacuum
- Armigeres laoensis
- Armigeres lepidocoxitus
- Armigeres longipalpis
- Armigeres magnus
- Armigeres maiae
- Armigeres malayi
- Armigeres manalangi
- Armigeres maximus
- Armigeres menglaensis
- Armigeres milnensis
- Armigeres moultoni
- Armigeres obturbans
- Armigeres omissus
- Armigeres pallithorax
- Armigeres papuensis
- Armigeres pectinatus
- Armigeres pendulus
- Armigeres sembeli
- Armigeres seticoxitus
- Armigeres setifer
- Armigeres subalbatus
- Armigeres theobaldi
- Armigeres traubi
- Armigeres vimoli
- Armigeres yunnanensis